# Saint-Mamet
Saint-Mamet település Franciaországban, Haute-Garonne megyében. Lakosainak száma 552 fő (2022. január 1.). Saint-Mamet Bossòst, Montauban-de-Luchon és Bagnères-de-Luchon községekkel határos.

## Népesség
A település népessége az elmúlt években az alábbi módon változott:
| Lakosok száma | 317  | 410  | 491  | 499  | 557  | 552  | 557  | 558  | 554  | 552  |
|               | 1793 | 1975 | 1990 | 1999 | 2011 | 2015 | 2017 | 2018 | 2020 | 2022 |